# Rittergut Ahlem
Das Rittergut Ahlem bei Hannover lag nahe der heutigen Straße Weidemannweg im Stadtteil Ahlem.

## Geschichte und Beschreibung
Der Ahlemer Vollmeierhof I wurde 1846 zum Rittergut erhoben.
Um das Jahr 1873 wurde das Ahlemer Rittergut von dem Unternehmer Carl Weidemann (* 19. April 1843 in Pattensen; † 18. August 1890 in Ahlem) erworben. Weidemann ließ dort zwei Ziegeleien anlegen. 1975 wurde die 1959 angelegte Straße Die Rehre, die von der Ernst-Cammann-Straße zur Wunstorfer Landstraße führte, in Weidemannweg umbenannt.
In den 1880er Jahren war das „Rittergut Schloß Ahlem“ im Besitz des adeligen Regimentskommandeurs Moritz von Kaisenberg, der sich nach dem Ende seiner militärischen Laufbahn ab 1886 auf das Rittergut zurückzog und von dort aus mehr als ein Jahrzehnt Romane und Erzählungen verfasste.
Um 1900 unterhielt die Expedition der Deutschen Milchwirtschaftlichen Zeitung einen Sitz in „Schloß Ahlem“.
Am Standort des Herrenhauses des Ritterguts wurde später das zweite Pfarrhaus der 1963 bis 1965 erbauten Ahlemer Martin-Luther-Kirche errichtet.